# Marco Bortolami
Marco Bortolami (Padua, 12 de junio de 1980) es un exjugador y entrenador de rugby italiano que jugaba como segunda línea en el Zebre Rugby, equipo italiano de la Celtic League. Ahora es entrenador en el Benetton Treviso.

## Carrera
Nacido en Padua, pasa sus primeros años de vida en Abano Terme y, posteriormente, en Casalserugo, dos pueblos cercanos a la ciudad veneciana. Pero sería su padre, a los 10 años, quien le iniciara en el deporte del balón oval. Pocos años después el pasaría a las categorías inferiores del Petrarca, el histórico equipo padano.
Durante su época en el instituto se dedicó a organizar torneos entre estudiantes de rugby, entrando en la órbita de la Selección Juvenil. Posteriormente comenzaría sus estudios en la escuela de ingeniería de la Universidad de Padua, poco antes de debutar con el primer equipo del Petrarca en el 2000. En la siguiente temporada conseguiría el que hasta ahora es su único título, la Copa de Italia del 2001.
En ese mismo año 2001 es convocado por primera vez con la Selección absoluta, debutando el 23 de junio en Windhoek contra Namibia. Pero solo un año después, el 8 de junio de 2002, se convierte en capitán por primera vez, siendo el jugador italiano más joven en conseguirlo y además contra los temibles All Blacks de un tal Jonah Lomu (de 37 partidos como capitán en total).
Con la selección Azzurra ha jugado un total de 83 partidos hasta el último jugado contra Sudáfrica el 26 de junio de 2010. En este tiempo, ha participado en dos Mundiales, el de 2003 de Australia y el de 2007 en Francia, además de ocho participaciones en el Seis Naciones desde 2002. Ha anotado 35 puntos gracias a 7 ensayos.
Al acabar la temporada 2003-2004 deja el Petrarca por el Narbona, conjunto francés que por entonces militaba en el Top 14 (máxima categoría del rugby francés). Estuvo en Francia dos temporadas antes de marcharse en 2006 a uno de los equipos punteros del rugby inglés, el Gloucester, conquistando en su primera temporada la liga regular (aunque luego perdería la final ante los Tigers); ya desde el primer partido se ganó el puesto de segunda titular y jugaría, entre Guinness Premiership y Heineken Cup un total de 22 partidos (con 5 puntos gracias a un ensayo).
En la segunda temporada en Gloucester continúa jugando como titular, pero esta vez asume la titularidad que ocasionalmente ocupó en la temporada anterior, y se repite la misma situación que en la temporada anterior: campeones de la liga regular pero derrota en semifinales también ante los Tigers. En esta temporada 2007-2008 tuvo menos presencia en el equipo, en parte por los compromisos con la Selección italiana y en parte por problemas físicos que hicieron que no acabara buena parte de los partidos.
La temporada siguiente, menos exitosa en cuanto al grupo, si que supuso el regreso de Bortolami al máximo nivel competitivo, jugando todos los partidos de la Guinness Premiership y de la Heineken Cup (en esta última conseguiría su único ensayo ante el Calvisano).
Pero su peor temporada en Gloucester sería esta última, la 2009-2010, en la que no jugaría más que 3 partidos antes de luxarse el hombro y tener que pasar por quirófano el 5 de octubre de 2009 y pasarse 3 meses sin jugar hasta enero de 2010.
En marzo de 2010, poco después de la ampliación de la Celtic League que ha permitido la entrada de equipos italianos, Bortolami ha firmado un contrato de tres años de duración con la franquicia italiana del Aironi, para jugar a partir de esta temporada 2010-2011.

## Palmarés
- Copas de Italia: 1
Petrarca: 2000-2001